# Guasina

Conca de l'Orinoco

Guasina és una illa del delta de l'Orinoco, on va funcionar un camp de concentració entre 1951 i 1952, durant la dictadura militar del general de divisió Marcos Pérez Jiménez, on van ser tancats militants del partit Acció Democràtica (AD) i del Partit Comunista de Veneçuela (PCV).

## Geografia
L'illa de Guasina, en algunes ocasions assenyalada com Guasima, és al braç principal del sud del delta de l'Orinoco, en l'anomenat braç Boca Grande, molt propera a l'entrada del canó Sacupana i forma part d'un nombrós grup d'illes al delta.
L'illa té aproximadament vuit quilòmetres de llarg i uns quatre quilòmetres d'ample, amb aproximadament tres metres sobre el nivell normal de les aigües del riu. Igual que la resta d'illes del delta, és una terra molt calenta i plujosa, arribant les temperatures a assolir 40 °C de dia i 30 °C de nit. A aquesta circumstància hem d'afegir que plou tot l'any, no hi ha mes en què no s'observin fortes precipitacions, raó per la qual cosa l'illot està format principalment per pantans.

## Fauna
La presència constant de pluges provoca la permanència perenne d'espècies perilloses per a l'home com ara les serps d'aigua, les cuaimas, caimans, la piranya. Es poden observar aranyes verinoses i altres espècies en el lloc com la xinxa Triatoma infestans, vector del mal de Chagas.

## Condicions
En aquest medi no hi ha aigua potable de cap tipus.